# 诸圣堂 (上海)
31°13′03″N 121°28′09″E / 31.21746°N 121.46921°E

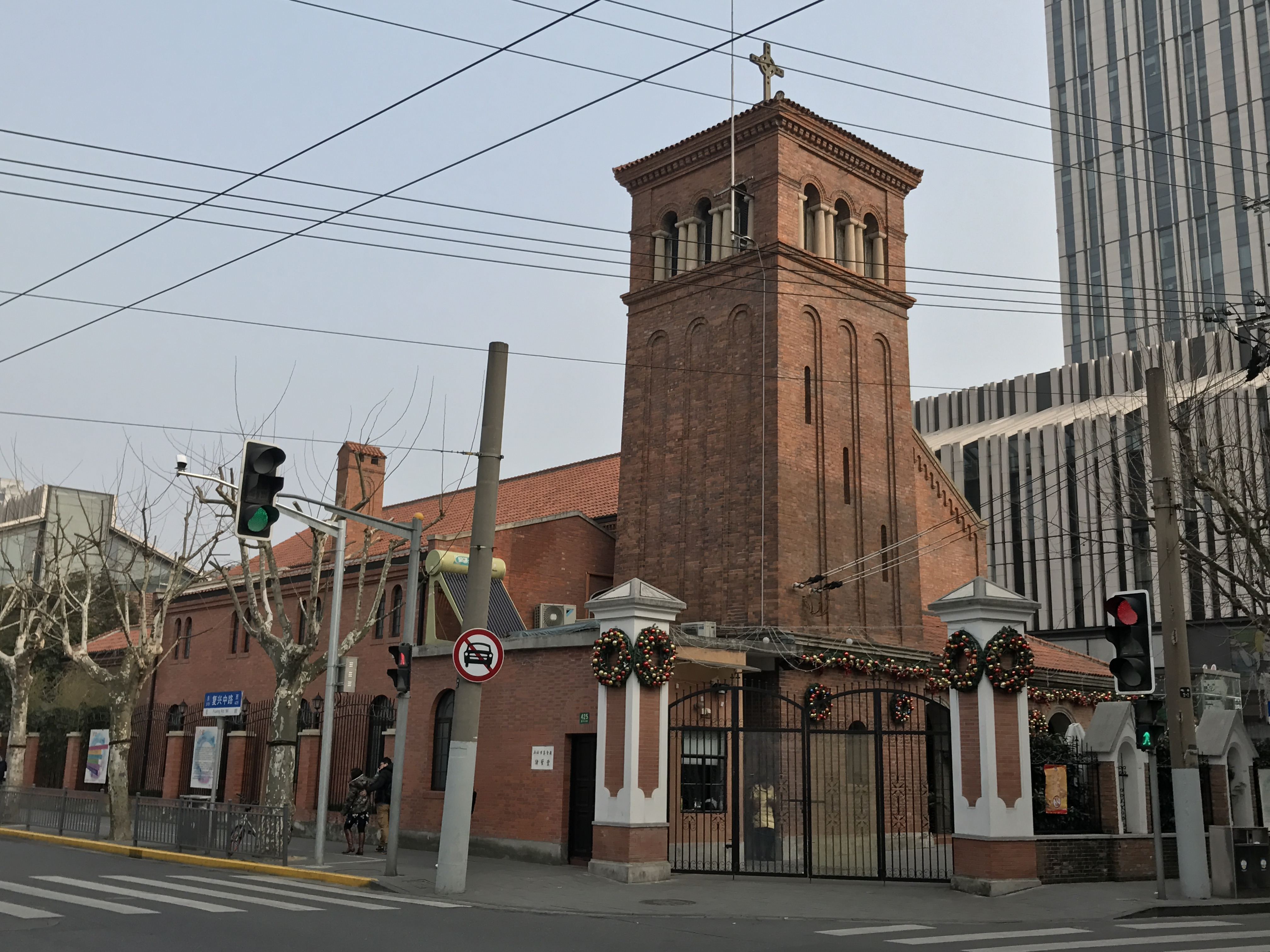
修缮中的诸圣堂，摄于2014年9月27日

上海诸圣堂是位于中国上海市黄浦区复兴中路425号（淡水路口）的一座基督教新教教堂。
诸圣堂由美国圣公会传教士麦甘霖牧师建造于1925年。当时这里位于上海法租界。诸圣堂建筑采用圣公会高派教堂格式，红砖，三角形屋顶，门柱为混凝土雕刻艺术，门廊上设有圆形玫瑰窗，西北角附方形塔楼。教堂占地1326平方米，大堂可容500人，加上小堂和附屋共可容1000人。1958年，诸圣堂幸运地被保留下来，作为卢湾区的联合礼拜教堂。1966年8月被关闭。1980年代恢复聚会。1985年起，该堂特设有盲人礼拜。